# ヘイスティングス駅
ヘイスティングス駅（ヘイスティングスえき、Hastings railway station）は、イングランド南東部イースト・サセックス州ヘイスティングスにある鉄道駅。列車運行会社のサウスイースタンとゴヴィア・テムズリンク・レールウェイの共同管理駅であり、ヘイスティングス線、イースト・コーストウェイ線、マーシュリンク線が乗り入れている。

## 歴史

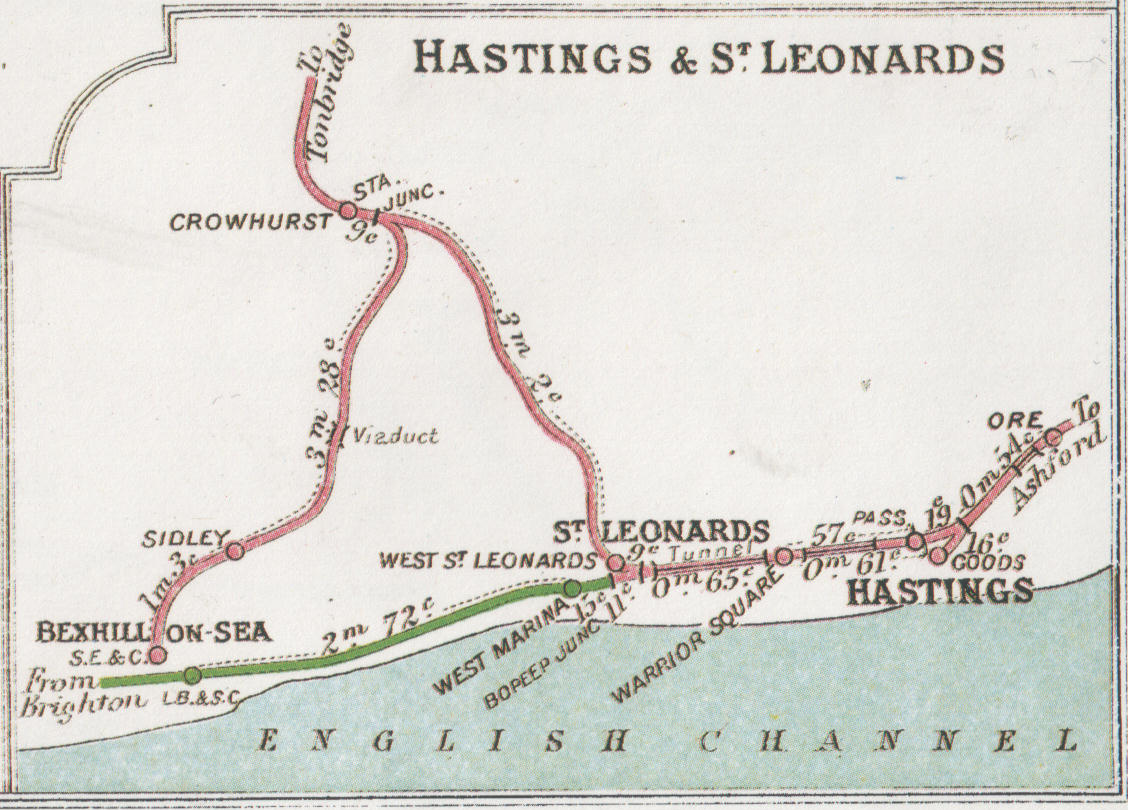
ヘイスティングス駅周辺の路線図（1914年）

1835年10月、サウス・イースタン鉄道（SER）がヘイスティングスまでの路線建設を検討し始めた。当初の路線計画はケント州のタンブリッジ・ウェルズから出発し、ライを経由してヘイスティングスへ至るものだった。これらの計画は1843年に実を結び始め、SERは困難な地形の中で町への最も現実的なルートを計画した。一方、議会特別委員会は、ロンドン・アンド・ブライトン鉄道（LBR）とヘイスティングスを結ぶブライトン・ルイス・アンド・ヘイスティングス鉄道（BLHR）の計画を支持していた。BLHRは、ヘイスティングスまでの鉄道建設と、ライを経由してアシュフォードまで延長するオプションを議会で認められた。SERはライバル会社が自分たちの地域に路線を建設することを快く思っておらず、1845年末にはタンブリッジ・ウェルズ経由のルートの実現性を調査した。 政府は、SERがアシュフォードからヘイスティングスまでの路線（現在のマーシュリンク線）を建設してから、直通ルートを建設することを主張した。一方、LBRとBLHRは他の会社と合併してロンドン・ブライトン・アンド・サウス・コースト鉄道（LBSCR）を設立し、SERと激しいライバル関係になっていた。
1851年2月、アシュフォード - ヘイスティングス間が開業した。駅は当初V字型でSERとLBSCRが別々に管理をし、互いに自社のホームを他社に使われないようにしていた。その状況のまま、翌年2月にはタンブリッジ・ウェルズへの接続が開始された。
1931年、ジェームズ・ロッブ・スコットの設計による2代目駅舎が建設され、駅構造も現在の島式ホームに変更された。
2004年には3代目駅舎が建てられた。

## 運行頻度
オフピーク時間の列車の運行頻度は次の通りである。
- ナショナル・レール
  - サザン（ゴヴィア・テムズリンク・レールウェイ）
    - ロンドン・ヴィクトリア行き　毎時1本（イースト・コーストウェイ線経由）
    - ブライトン行き　毎時1本（イースト・コーストウェイ線経由）
    - イーストボーン行き　毎時1本（イースト・コーストウェイ線経由）
    - アシュフォード国際行き　毎時1本（マーシュリンク線経由）
    - オア行き　毎時2本

  - サウスイースタン
    - チャリング・クロス行き　毎時2本（ヘイスティングス線経由）

## 次の駅
ナショナル・レール
■ サザン（ゴヴィア・テムズリンク・レールウェイ）
イースト・コーストウェイ線
セント・レオナルズ・ウォリアー・スクエア駅 - ヘイスティングス駅
マーシュリンク線
ヘイスティングス駅 - オア駅
■ サウスイースタン
ヘイスティングス線
セント・レオナルズ・ウォリアー・スクエア駅 - ヘイスティングス駅